# Jean Epstein
Pour les articles homonymes, voir Epstein.
Jean Alfred Epstein, né le 25 mars 1897 à Varsovie (en Pologne, alors dans l'Empire russe) et mort le 2 avril 1953 à Paris 6e, est un réalisateur, essayiste et romancier français.

## Biographie

### Jeunesse
Jean Epstein est né à Varsovie d'un père français et d'une mère polonaise. Après des études secondaires en Suisse, à la Villa Saint-Jean, puis des études de médecine à Lyon, Jean Epstein se passionne pour la littérature et le cinéma.

### Carrière
Grâce à Blaise Cendrars, Jean Epstein peut publier son premier ouvrage en 1921, puis grâce à Jean Benoit-Lévy, réaliser son premier film Pasteur en 1922. Sa sœur, Marie Epstein, sera toute sa vie sa collaboratrice la plus fidèle, auteure de nombreux scénarios, avant de devenir, après la mort de son frère, l'une des trois égéries d'Henri Langlois à la Cinémathèque française.
Il est l'auteur d'une œuvre théorique considérable, amorcée dès 1921 par la publication de son essai Bonjour Cinéma aux Éditions de la Sirène et poursuivie par quelques essais : Le Cinématographe vu de l'Etna, L'Intelligence du cinématographe, Le Cinéma du diable.
Dans les années 1930, Epstein a tourné principalement des films documentaires. Pendant l'occupation de la France par les Allemands, il n'a été autorisé à travailler dans aucun studio, a même été temporairement détenu par la Gestapo, en raison de son origine juive, mais a pu échapper à la déportation, notamment du fait de l’intervention de l’actrice Orane Demazis.

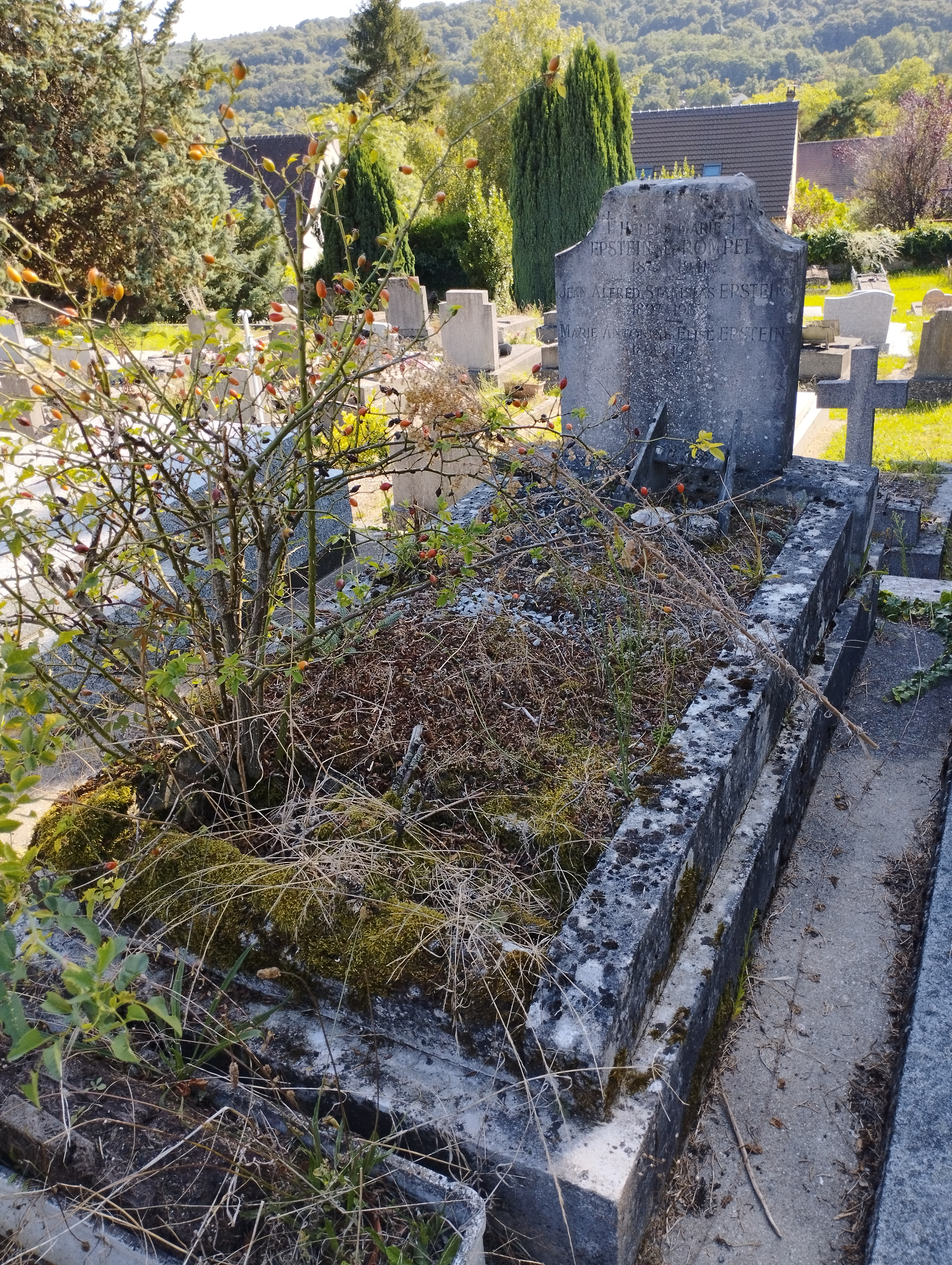
Tombe de Jean Epstein au cimetière de Bièvres.

Jean Epstein fonde avec sa « lyrosophie » - davantage une hypothèse qu’un concept -, une esthétique, « alliance indivisible de sa propre philosophie et de la poésie en vue de l’exploration des états sensibles ».

### Mort
Resté célibataire, Jean Epstein meurt le 2 avril 1953 dans le 6e arrondissement de Paris à l'âge de 56 ans, des suites d'un accident vasculaire cérébral. Il est inhumé au cimetière de Bièvres dans l'Essonne.

## Hommages
La Cinémathèque française rend hommage à Jean Epstein dans ses nouveaux locaux en nommant sa troisième salle de projection Salle Jean Epstein.
Une allée et une rue portent son nom à Quimper (Finistère).

## Citation
« Puisque s'avérait photogénique ce qui bouge, ce qui mue, ce qui vient pour remplacer ce qui va avoir été, la photogénie, en qualité de règle fondamentale, vouait d'office le nouvel art au service des forces de transgression et de révolte. » - Le Cinéma du Diable, 1947

## Filmographie
- 1922 : Les Vendanges (documentaire)
- 1923 : Pasteur (docufiction) co-réalisé avec Jean Benoît-Lévy
- 1923 : L'Auberge rouge
- 1923 : Cœur fidèle
- 1923 : La Montagne infidèle (court-métrage documentaire)
- 1924 : La Belle Nivernaise
- 1924 : La Goutte de sang  co-réalisé avec Maurice Mariaud
- 1924 : Le Lion des Mogols[10]
- 1924 : L'Affiche
- 1925 : Le Double Amour[11]
- 1925 : Les Aventures de Robert Macaire
- 1926 : Au pays de George Sand (court-métrage documentaire)
- 1926 : Mauprat[12]
- 1927 : Six et demi onze
- 1927 : La Glace à trois faces (moyen-métrage)[13]
- 1928 : La Chute de la maison Usher[14]
- 1929 : Sa tête (court-métrage)
- 1929 : Finis terrae
- 1930 : Le Pas de la mule (court-métrage documentaire)
- 1931 : Notre-Dame de Paris (court-métrage documentaire)
- 1931 : Mor'vran La Mer des corbeaux (court-métrage documentaire)[15]
- 1931 : Les Berceaux d'après l'adaptation musicale de Gabriel Fauré du poème de Sully Prudhomme (court-métrage)[16]
- 1932 : L'Or des mers (documentaire)
- 1933 : L'Homme à l'Hispano
- 1934 : La Vie d'un grand journal (court-métrage documentaire)
- 1934 : La Châtelaine du Liban
- 1934 : Chanson d'Ar-mor (moyen-métrage)[17]
- 1936 : Cœur de gueux (Cuor di vagabondo)
- 1936 : La Bretagne (court-métrage documentaire)
- 1936 : La Bourgogne (court-métrage documentaire)
- 1937 : Vive la vie (moyen-métrage documentaire)
- 1937 : La Femme du bout du monde
- 1938 : La Relève (documentaire)
- 1938 : Eau vive (moyen-métrage)
- 1938 : Les Bâtisseurs (moyen-métrage documentaire)
- 1939 : Artères de France (court-métrage documentaire)
- 1947 : Le Tempestaire (court-métrage)[18]
- 1948 : Les Feux de la mer (court-métrage documentaire)

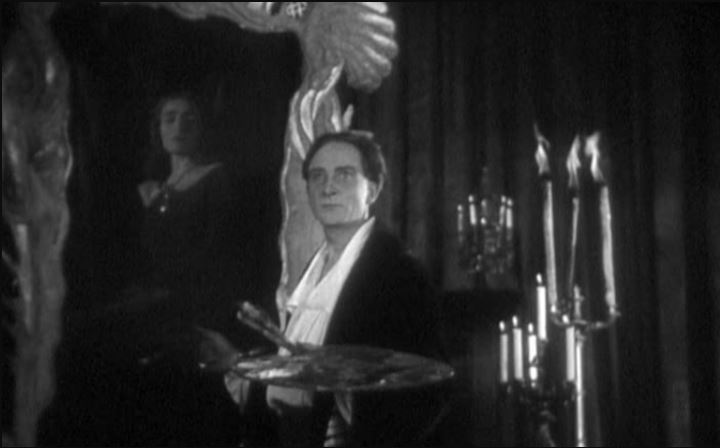
La Chute de la maison Usher (1928)
- Sa Tête (1929).

## Publications
- Bonjour, cinéma, La Sirène, 1921
- La Poésie d'aujourd'hui. Un nouvel état d'intelligence. Lettre de Blaise Cendrars, La Sirène, 1921
- La Lyrosophie, La Sirène, 1922
- Le Cinématographe vu de l'Etna, Les Écrivains réunis, 1926
- L'Or des mers, Valois, 1932
- Les Recteurs et la sirène, Fernand Aubier-Montaigne, 1934
- La Photogénie de l'impondérable, Corymbe, 1935
- L'Intelligence d'une machine, Melot, 1946
- Le Cinéma du diable, Melot, 1947
- Esprit de cinéma, Jeheber, 1955

Éditions récentes :
- Écrits sur le cinéma, 2 vol., Seghers, 1974-1975
- Écrits complets, volume I : 1917-1923, La Poésie d’aujourd’hui. La Lyrosophie et autres écrits, préface de Jocelyne Saab, introduction de Sarah Keller, 512 p., éditions de l’Œil, Montreuil, 2019. Volume II : 1920-1928, Bonjour cinéma. Le cinématographe vu de l’Etna et autres écrits, préface de Marylène Negro, introduction de José Moure, 320 p., éditions de l’Œil, Montreuil, 2019. Volume IV : 1928-1948 : Romans, articles et scénarios bretons, préface de Valerie Massadian, introduction d'Éric Thouvenel, 372 p., éditions de l'Œil, Montreuil, 2022. Volume VI : 1945-1950, Cours, Esprit de cinéma, articles, préface de Yann Gonzalez, introduction de Marie-Charlotte Téchené, 288 p., éditions de l’Œil, Montreuil, 2020.
- L'Or des mers, La Digitale, 1995
- Les Recteurs et la sirène, La Digitale, 1998

### Filmographie
- James June Schneider, Jean Epstein, Young Oceans of Cinema, Bathysphère Productions, 2011